# Tibério Cácio Ascônio Sílio Itálico
Tibério Cácio Ascônio Sílio Itálico (em latim: Tiberius Catius Asconius Silius Italicus; c. 28–103 (75 anos)), conhecido apenas como Sílio Itálico, foi um senador, orador e poeta romano eleito cônsul em 68 com Públio Galério Trácalo. Sua única obra sobrevivente é o poema épico "Púnica" sobre a Segunda Guerra Púnica. Com 17 livros, é o mais longo poema em latim sobrevivente da Antiguidade, com mais de 12 000 linhas.

### Obra

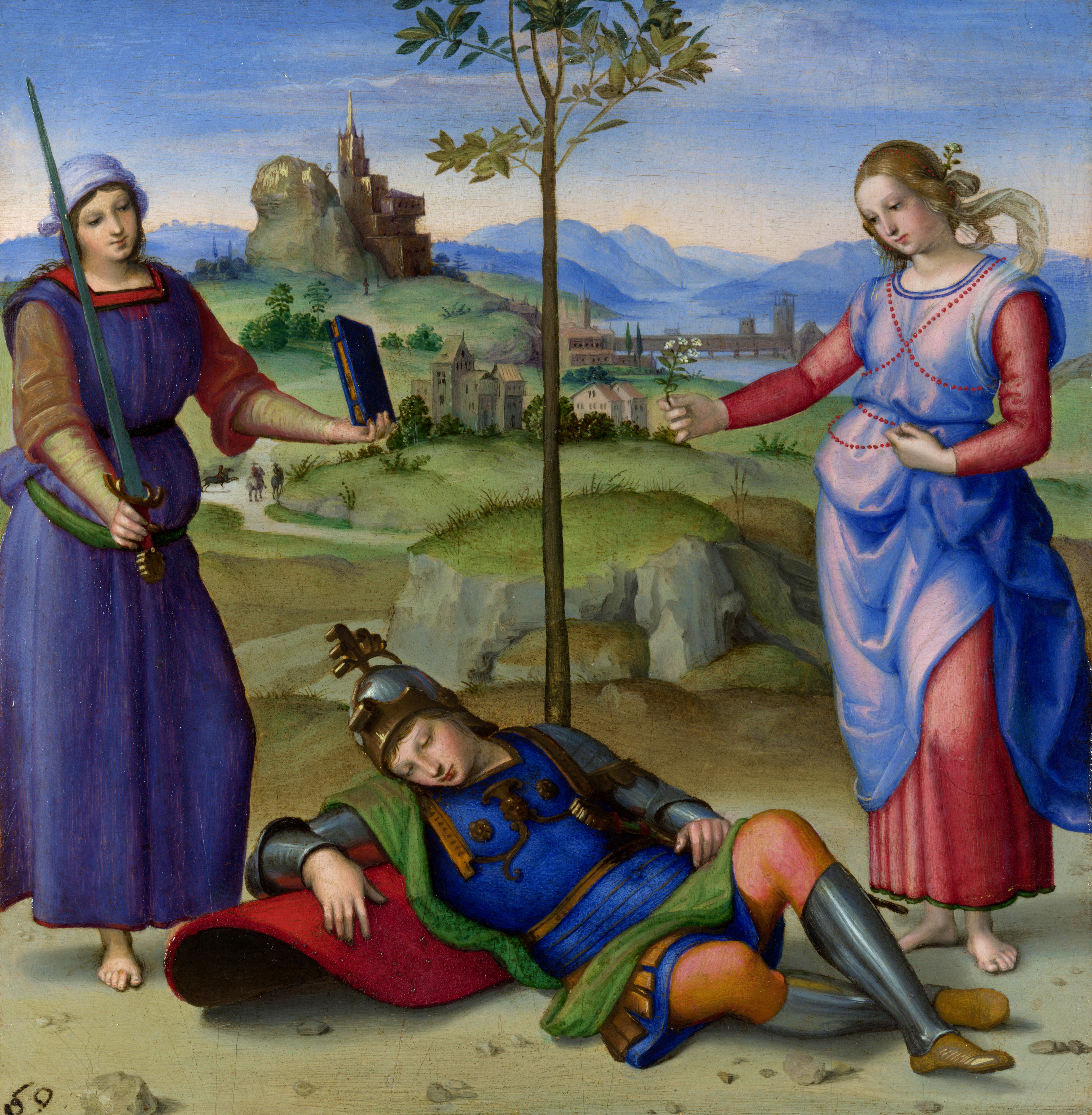
"Visão de um cavaleiro", de Rafael, uma referência à "Escolha de Cipião" retratada no livro quinze de "Púnica".